# 제6회 전국동시지방선거 대전광역시
이 문서는 제6회 전국동시지방선거 대전광역시 지역 투·개표 결과이다. 이 선거 직후 대전광역시의 유권자들은 새정치민주연합의 권선택 후보를 뽑았으며, 그외 광역 의회는 제1야당인 새정치민주연합이 16석으로 과반을 차지하였고 그외 여당인 새누리당이 6석을 확보하였다. 기초자치단체장은 여당 후보가 당선된 대덕구를 제외하고 나머지 네 개 구에서 모두 야당인 새정치민주연합 후보를 선출하였다.

## 개표 결과

### 대전광역시장
|  | 50.07% |

|  | 46.76% |

|  | 1.76% |

|  | 1.39% |

### 기초자치단체장
| 지역       | 기호 | 후보   | 정당           | 득표수 | 득표율 | 비고 |
| ---------- | ---- | ------ | -------------- | ------ | ------ | ---- |
| 대덕구청장 | 1    | 박수범 | 새누리당       | 38,362 | 46.49% |      |
| 동구청장   | 2    | 한현택 | 새정치민주연합 | 58,095 | 56.36% | 재선 |
| 서구청장   | 2    | 장종태 | 새정치민주연합 | 99,561 | 48.3%  |      |
| 유성구청장 | 2    | 허태정 | 새정치민주연합 | 83,441 | 60.72% | 재선 |
| 중구청장   | 2    | 박용갑 | 새정치민주연합 | 58,024 | 50.92% | 재선 |

#### 동구청장
|  | 56.36% |

|  | 43.63% |

#### 중구청장
|  | 50.91% |

|  | 45.27% |

|  | 3.80% |

#### 서구청장
|  | 48.29% |

|  | 48.14% |

|  | 3.55% |

#### 유성구청장
|  | 60.71% |

|  | 36.25% |

|  | 1.74% |

|  | 1.28% |

#### 대덕구청장
|  | 46.49% |

|  | 46.02% |

|  | 4.17% |

|  | 3.30% |

### 대전광역시교육감
|  | 31.42% |

|  | 15.94% |

|  | 15.11% |

|  | 14.25% |

|  | 14.08% |

|  | 9.17% |

## 같이 보기
- 제6회 전국동시지방선거